# Episodi di True Blood (terza stagione)
La terza stagione della serie televisiva True Blood, composta da 12 episodi, è stata trasmessa sul canale statunitense HBO dal 13 giugno al 12 settembre 2010.
In Italia, la stagione è andata in onda in prima visione sul canale satellitare Fox dal 25 novembre 2010 al 10 febbraio 2011. In chiaro, la stagione è stata trasmessa su MTV dal 10 aprile al 19 giugno 2012.
Durante questa stagione entrano nel cast principale Marshall Allman, Kristin Bauer van Straten, Kevin Alejandro, Denis O'Hare e Lindsay Pulsipher, mentre ne escono William Sanderson, Mariana Klaveno, Denis O'Hare e Lindsay Pulsipher. Michael Raymond-James, Adina Porter e Michael McMillian ricompaiono come guest star. Lauren Bowles, Jessica Tuck, Joe Manganiello, Gregg Daniel e Tara Buck compaiono come guest star.
| nº | Titolo originale                | Titolo italiano          | Prima TV USA      | Prima TV Italia  |
| -- | ------------------------------- | ------------------------ | ----------------- | ---------------- |
| 1  | Bad Blood                       | Cattivo sangue non mente | 13 giugno 2010    | 25 novembre 2010 |
| 2  | Beautifully Broken              | I piani del re           | 20 giugno 2010    | 2 dicembre 2010  |
| 3  | It Hurts Me Too                 | Nuove alleanze           | 27 giugno 2010    | 9 dicembre 2010  |
| 4  | 9 Crimes                        | Nella tana dei lupi      | 11 luglio 2010    | 16 dicembre 2010 |
| 5  | Trouble                         | Le dure leggi dell'amore | 18 luglio 2010    | 23 dicembre 2010 |
| 6  | I Got a Right to Sing the Blues | Delitto e castigo        | 25 luglio 2010    | 30 dicembre 2010 |
| 7  | Hitting the Ground              | Scacco alla regina       | 1º agosto 2010    | 6 gennaio 2011   |
| 8  | Night on the Sun                | Vendetta                 | 8 agosto 2010     | 13 gennaio 2011  |
| 9  | Everything Is Broken            | Tutto cade a pezzi       | 15 agosto 2010    | 20 gennaio 2011  |
| 10 | I Smell a Rat                   | Che cosa sono?           | 22 agosto 2010    | 27 gennaio 2011  |
| 11 | Fresh Blood                     | Misure estreme           | 29 agosto 2010    | 3 febbraio 2011  |
| 12 | Evil is Going On                | Non si torna indietro    | 12 settembre 2010 | 10 febbraio 2011 |

## Cattivo sangue non mente
- Titolo originale: Bad Blood
- Diretto da: Daniel Minahan
- Scritto da: Brian Buckner

### Trama
Non appena Sookie si accorge che Bill è sparito chiama immediatamente la polizia, che però si rifiuta di prendere sul serio la sua denuncia, pensando che Bill sia andato via volontariamente perché non ha risposto nulla alla sua proposta di matrimonio.
Intanto Bill è stato rapito da quattro uomini che sembrano intenzionati a dissanguarlo per bere il suo sangue; ma approfittando di un loro momento di disattenzione, Bill fa sbandare la macchina e i suoi rapitori muoiono nell'impatto. Indebolito, cerca rifugio nel bosco e chiama Jessica, lei lo sente ma non capisce cosa stia accadendo. Del resto anche Jessica ha i suoi problemi: tornata a casa col camionista che aveva aggredito, trova i fiori che Hoyt le ha lasciato e cerca disperatamente di salvare l'uomo per non diventare un'assassina, ma inutilmente. Tara intanto è sconvolta per la morte di Eggs e quando scopre che Sookie gli aveva detto cosa aveva fatto sotto l'influsso di Mary Ann tenta di aggredirla, ma viene fermata da Lafayette. La madre di Tara prova ad offrirle conforto nella religione, ma appena il prete se ne va, lei si chiude in bagno e ingoia un flacone di pillole, mentre suo cugino tenta di abbattere la porta. Anche Jason è tormentato dai sensi di colpa per aver ucciso Eggs, ma Andy gli dice che deve tenere duro e continuare la vita di sempre almeno per un po' per non destare sospetti, così Jason invita due ragazze a casa sua per avere un rapporto sessuale, ma le cose non vanno molto bene perché non riesce a lasciarsi andare. Sookie cerca aiuto da Eric, che nega di aver fatto rapire Bill e promette di aiutarla, ma poco dopo riceve la visita del Magister e della Regina, perché il primo sospetta un traffico di V nella Louisiana ma fortunatamente Eric e la Regina riescono ad allontanare i sospetti da loro. Mentre Pam è da Sookie, ha come un brivido e quando Sookie incuriosita le chiede che cosa abbia, lei spiega che è stata chiamata da Eric. Più tardi Pam si reca da Lafayette e gli ordina di vendere tutto il V che ha entro il giorno dopo. Sookie corre da Jessica sperando che Bill l'abbia chiamata, e vanno a cercare Bill insieme seguendo le sensazioni di Jessica. Trovano la macchina con i cadaveri e dalle rune che hanno sul collo Jessica sospetta che siano legati ai licantropi. Intanto Sam pare aver ritrovato l'indirizzo della sua famiglia d'origine, inoltre da quando ha ucciso la menade Maryann, Sam ha sogni omosessuali con Bill per aver bevuto il suo sangue. Bill nel frattempo trova aiuto da un'anziana signora che lo informa che quello è il Mississippi, beve da lei e le lascia un po' di denaro. La puntata si chiude con Bill che mentre corre nel bosco viene circondato da un branco di lupi che lo aggrediscono.
- Guest stars: Evan Rachel Wood (Sophie-Anne Leclerq), Adina Porter (Lettie Mae Thornton), Željko Ivanek, (Magister), Grant Bowler (Cooter), Tanya Wright (Kenya Jones), Natasha Alam (Yvetta), C.C. Sheffield (Missy), Thea Brooks (Jen), John Hillard (Hank), Don Swayze (Gus), Gregg Daniel (Reverendo Daniels), Shannon Welles (Olivia)

## I piani del re
- Titolo originale: Beautifully Broken
- Diretto da: Scott Winant
- Scritto da: Raelle Tucker

### Trama
La puntata inizia con Bill che sta sbranando un lupo, che si rivela poi essere un licantropo. Quando l'ultimo sopravvissuto ritorna umano, sopraggiunge un vampiro di mezza età a cavallo, vestito come un nobile inglese pronto per la caccia alla volpe. Questi è Russel Edington, re del Mississippi, ed è molto contrariato per il modo in cui Bill è stato trattato; infatti i licantropi dovevano solo scortarlo da lui, non cercare di ucciderlo, e ordina a Bill di seguirlo fino al suo palazzo.
Intanto Lafayette riesce ad entrare in bagno e a far sputare a Tara tutte le pastiglie che ha preso, dopodiché la porta in ospedale ma durante il tragitta lei gli chiede di riportarla a casa perché le farebbero domande a cui non potrebbe rispondere sinceramente senza rischiare di essere internata. Lafayette accetta ma la porta al manicomio dove è ricoverata sua madre allo scopo di convincere Tara a fare ogni sforzo per riprendersi, per non rischiare di diventare come lei.
Jessica è alle prese con il cadavere della sua vittima e con Hoyt che cerca di fare la pace; ma lei lo allontana.
Sookie va da Eric, mostrandogli la runa trovata sul collo del licantropo morto e il vampiro dice di non saperne nulla, ma un flashback del suo passato rivela che sta mentendo: Nel 1945 Eric era ad Amburgo con Godric e, spacciandosi per SS, cercavano i capi di un'organizzazione di licantropi. In una baracca ne trovano una che cerca di aggredirli, ma viene atterrata da Eric. Quando lui tenta di ucciderla, la donna cerca di fermarlo dicendogli che stanno dalla stessa parte, ma quando lui vede la runa sul suo collo le risponde che non è vero. Comunque lei si rifiuta di rispondere alle domande di Eric se lui non le dà il proprio sangue, lui acconsente e allora la donna gli dice che il loro capo è un vampiro, ma non vuole rivelarne il nome e anzi cerca di ucciderlo, ma Godric interviene e la elimina.
Sam nel frattempo ritrova la sua vera famiglia: una madre mutaforma che lo ha dato in adozione perché troppo giovane per occuparsi di lui con il fidanzato (umano) in carcere. Sam non la biasima, ma è costretto a dirle che i Merlotte non hanno apprezzato la sua seconda natura. Suo fratello è anch'egli un mutaforma che vorrebbe lasciare quella baracca dove vive con i genitori che non sopporta. I due fratelli decidono di fare una corsa insieme e si trasformano in due cani; in mezzo a una strada però vengono quasi investiti da una macchina che Sam schiva per un pelo, ritrovandosi nudo al ciglio della strada, mentre l'altro si trasforma agilmente in un volatile.
Nel mentre, Bill è più o meno prigioniero nella grande casa del Re, un tipo decisamente sopra le righe che se la spassa nel lusso in compagnia del suo amante, Talbot. Durante la cena, consistente di sangue aromatizzato in vari modi, il sovrano gli offre di farlo Sceriffo dell'Area 2 se Bill collaborerà con lui, convincendo la Regina della Louisiana a sposarlo; il vampiro rifiuta e Russel gli fa capire che non ha molta scelta se non vuole che Sookie sia coinvolta. Infatti la giovane, a Bon Temps, schiva per un pelo un uomo che voleva farle del male.
Tara al locale conosce un vampiro che le offre il suo sostegno, quando due ubriachi inveiscono contro il defunto Eggs.
Eric va da Sookie a riferirle quanto sa, dicendo che ha deciso di informarla per cercare di farle capire quanto sia nei guai e per permettergli di proteggerla (nonostante ammetta che vorrebbe vedere Bill fuori gioco, non sembra disposto ad addossarsi l'odio di Sookie per aver permesso la sua morte). Ovviamente fa anche alcune allusioni, che inducono la ragazza a non accordargli l'invito ad entrare.
La puntata si chiude così: Tara è fuori dal Merlotte e colpisce ripetutamente e con furia uno dei due ubriachi mentre il vampiro lo tiene fermo.
Bill nel frattempo vede entrare Lorena e immediatamente le dà fuoco, scagliandole addosso una lampada a olio.
Andy decide di accompagnare Jason a casa perché è troppo ubriaco per guidare, ma come sale in macchina viene chiamato perché la polizia è a Hotshot, una frazione di baracche vicino a Bon Temps, e sta per fare un'irruzione in casa di un tizio sospettato per spaccio di droga, e quindi lui vi si dirige e porta con sé anche Jason per non lasciarlo solo mentre è ubriaco. Una volta arrivati Jason, dopo aver visto una ragazza tra cespugli, riesce ad atterrare un fuggitivo trovandogli addosso della droga.
Jessica decide di fare a pezzi il cadavere per liberarsi di lui, ma quando torna con la motosega si accorge che il cadavere è sparito.
Eric convince Sookie a farlo entrare e appena entrano in casa vengono minacciati da un lupo e Sookie gli spara.
- Guest stars: Adina Porter (Lettie Mae Thornton), Alfre Woodard (Ruby Jean Reynolds), Grant Bowler (Cooter), Allan Hyde (Godric), Tanya Wright (Kenya Jones), James Frain (Franklin Mott), Theo Alexander (Talbot), J. Smith-Cameron (Melinda Mickens), Cooper Huckabee (Joe Lee Mickens), John Hillard (Hank), Gregory Sporleder (Calvin Norris), James Royce Edwards (sergente Kinney), Andy Mackenzie (licantropo motociclista)
- Varie: Nell'episodio viene citato il film Christine, la macchina infernale, tratto dall'omonimo romanzo di Stephen King

## Nuove alleanze
- Titolo originale: It Hurts Me Too
- Diretto da: Michael Lehmann
- Scritto da: Alexander Woo

### Trama
Sookie spara al licantropo, ma Eric intercetta la pallottola perché vuole tentare di sapere chi lo manda; tuttavia il mannaro non è disposto a cedere e, dopo aver attaccato Eric, viene sopraffatto ed ucciso dal vampiro. Dopo averlo seppellito in una buca scavata di recente nel cimitero, Sookie chiede ad Eric di portarla a Jackson, in Mississippi, ma questi rifiuta, dicendo che non è ancora il momento e che, pur capendo le sue motivazioni, non può accontentarla. Sam intanto si separa dalla sua nuova famiglia, comprendendo che suo fratello non è incline o pronto ad accettarlo, ma se li ritrova al Merlotte's poco tempo dopo e lì discute con suo padre a causa dell'alcool che fa bere al fratello minore; alla fine la madre li porta via, visibilmente delusa per l'accaduto. Arlene intanto scopre di essere incinta; dalla visita ginecologica risulta che il feto ha già 9 settimane di vita per cui non può essere di Terry, anche se gli fa credere il contrario. Jason si mette in testa di entrare in polizia, ma il suo rendimento sui quiz è piuttosto scarso, senza contare che continua a vedere persone con dei buchi in mezzo alla fronte; ancora terrorizzato per l'accaduto, quando gli arriva a casa la domanda di arruolamento proveniente dal dipartimento, Jason la brucia. 
A Jackson scopriamo che Bill ha effettivamente tirato una lampada addosso a Lorena, che al momento vive con il Re del Mississippi; quando questi chiede a Bill perché non trasformi Sookie, il vampiro tentenna e prende tempo dicendo che la cosa non è nemmeno in discussione perché è impossibile che avvenga. Allora Russel gli fa notare che deve accettare che Sookie sia in pericolo e che possa morire.
Intanto Eric non vuole che la giovane parta da sola e le manda un licantropo, Alcide Hervaux, che ha un debito di denaro con lui, perché la scorti e la protegga nelle sue ricerche.
Tara intanto cerca di risollevarsi, ma non è facile; dopo essere finita a letto con il vampiro che aveva incontrato, sembra presa da rimorsi di coscienza, forse perché sente di aver tradito Eggs, e se ne va dopo aver rifiutato persino di dirgli il suo nome. Il giorno dopo ci sono i funerali del ragazzo cui partecipano solo lei e Sookie che ha pagato tutto; mentre sono al cimitero la scena si apre su una panoramica che finisce per inquadrare una tomba con quest'iscrizione: "Thomas Compton - 1862-1868" ed è a quel tempo che ricomincia l'azione. 
In un flashback, Bill va a casa dalla moglie, che dopo un attimo di smarrimento lo accoglie con gioia, tuttavia qualcosa di grave è accaduto: la loro figlia maggiore è nel Tennessee e il piccolo invece è morto di vaiolo. Sopra il corpo del figlio, Bill scoppia in lacrime, vedendo lacrime di sangue la moglie Caroline si accorge che qualcosa in lui non è normale. Terrorizzata, gli spara ma vedendo che le pallottole non hanno effetto dal momento che le ferite si rigenerano, cerca di fuggire ma viene presa da Lorena che costringe Bill a modificarle la memoria, dicendo che "quello che le ha fatto le basterà per due esistenze", ma non spiega nulla. Bill seppellisce il proprio bambino e la sua creatrice gli dice che non può amare i mortali se non al prezzo di ferirli irreparabilmente.
Nel presente, il vampiro si sveglia in lacrime, scende in salotto ed annuncia al re la sua fedeltà a patto che Sookie venga lasciata stare; Lorena si stizzisce ma Russel accetta e le dice chiaramente che vuole mantenere la parola.
La ragazza nel frattempo è giunta a Jackson e va in un bar di licantropi per sapere se qualcuno sa qualcosa; lì trova uno dei membri della banda che ha rapito Bill, ma viene aggredita e solo l'intervento di Alcide la salva. Il padrone del bar, vedendolo così sconvolto, si sente in dovere di dirgli che la sua ex-fidanzata è in procinto di fidanzarsi col capo degli scagnozzi licantropi al servizio di Russell.
Eric si presenta a casa di Lafayette con una macchina nuova di zecca che intende regalargli, ma poiché il giovane non ne capisce i motivi ed è restio ad accettare, si accordano perché ci pensi sopra qualche giorno.
Jessica è ancora alle prese con il suo cadavere scomparso, che non è poi andato così lontano, perché infatti viene trovato senza testa presso uno scarico fognario; lo sceriffo Bud in preda alla frustrazione si dimette. A sera, Franklin, il vampiro con cui era stata Tara, si presenta da Jessica con la testa e le ordina di dirle tutto ciò che sa su Bill Compton.
La puntata si chiude con Franklin che si presenta a casa di Sookie, dove vive Tara, e le ordina di farlo entrare; lei si rifiuta, ma a lui basta affascinarla per riuscire nel suo scopo.
Bill intanto litiga violentemte con Lorena, l'accusa di averlo privato della sua umanità e libertà e che non avrà mai il suo amore, però a queste parole segue un furioso quanto breve rapporto sessuale al termine del quale Bill scoppia in un grido di disperazione.
- Guest stars: Joe Manganiello (Alcide Herveaux), Grant Bowler (Cooter), John Billingsley (Mike Spencer), James Frain (Franklin Mott), Tanya Wright (Kenya Jones), Theo Alexander (Talbot), J. Smith-Cameron (Melinda Mickens), Cooper Huckabee (Joe Lee Mickens), Shannon Lucio (Caroline Compton), Natasha Alam (Yvetta), Don Swayze (Gus), Dakin Matthews (Dr. Robideaux), Vincent Ward (Hollis), Andy Mackenzie (licantropo motociclista), Kevin Fry (Turk)

## Nella tana dei lupi
- Titolo originale: 9 Crimes
- Diretto da: David Petrarca
- Scritto da: Kate Barnow e Elisabeth R. Finch

### Trama
Mentre si trova in compagnia di Alcide, Sookie riceve una telefonata di Bill che la lascia bruscamente, intimandole di non provare a cercarlo. Dopo l'iniziale disperazione, Sookie decide di rintracciare ugualmente il fidanzato. Successivamente Sookie riesce a convincere Alcide ad andare alla festa di fidanzamento della sua ex, Debbie Pelt, al Lou's Pine. Cambiando look per la serata, con l'aiuto di Janice, la sorella di Alcide, Sookie legge i pensieri della donna e scopre che Debbie è dipendente dal V e che sta per essere iniziata al branco di lupi mannari. Nel frattempo a Bon Temps, Sam continua ad avere problemi con la sua famiglia, prodigandosi per dare un lavoro a suo fratello Tommy e una casa ai suoi genitori, costretti a lasciare la vecchia abitazione per i debiti sempre più cospicui per il pagamento dell'affitto. Jessica viene assunta come cameriera al Merlotte's, con il disappunto di Arlene, sempre più nevrotica a causa della gravidanza. Durante il suo primo giorno di lavoro, Jessica incontra un suo ex-amico della chiesa, che si dimostra entusiasta nel vederla viva, ma Jessica, con la persuasione, rimuove i suoi ricordi sotto gli occhi di Hoyt. Bud Dearborne va in pensione e Andy Bellefleur viene promosso a sceriffo della città, così Jason inizia a ricattarlo velatamente, per via del suo occultamento delle prove sulla morte di Eggs, al fine di farlo diventare rapidamente un poliziotto. Lafayette si reca a Hotshot per fare affari con Calvin Norris, ma quando viene picchiato e cacciato in malo modo, Eric sopraggiunge in suo aiuto, costringendo Norris ad accettare la proposta di affari sullo spaccio del V. Dopo aver cacciato bruscamente Lorena, Bill intrattiene una chiacchierata con Russell, in cui rivela che dietro lo spaccio illegale di sangue di vampiro c'è Eric Northman, che agisce sotto gli ordini della regina della Louisiana. In seguito il Magister conduce un raid al Fangtasia, dove scopre fiale di V, Eric arriva immediatamente sul posto trovando Pam legata e torturata, i due per salvarsi mentono, dicendo al Magister che il responsabile di tutto è Bill. Tara è tenuta prigioniera da Franklin, che soggiogandola cerca di carpirle informazioni su Bill e Sookie. Successivamente Tara viene portata contro la sua volontà a Jackson, dove si scopre che Franklin lavora per Russell. Nel frattempo al Lou's Pine, dopo un iniziale incontro/scontro tra Sookie e Debbie, Sookie e Alcide assistono all'iniziazione della ragazza, marciata a fuoco dal simbolo del branco. Durante l'iniziazione si scopre che Russell, il re del Mississippi, è in combutta con il branco di lupi mannari, che dopo aver bevuto il suo sangue iniziano ad andare su di giri trasformandosi uno dopo l'altro. Sentendo il richiamo dei lupi, Alcide invita Sookie a lasciare il locale prima che la situazione possa degenerare. Dietro ordine di Russell, Bill si reca in uno strip club dove avvicina una spogliarellista, che diventa la "cena" per lui, Russell e Lorena.
- Guest stars: Joe Manganiello (Alcide Herveaux), Željko Ivanek (Magister), Grant Bowler (Cooter), Brit Morgan (Debbie Pelt), Tanya Wright (Kenya Jones), Theo Alexander (Talbot), James Frain (Franklin Mott), Gregory Sporleder (Calvin Norris), J. Smith-Cameron (Melinda Mickens), Cooper Huckabee (Joe Lee Mickens), Don Swayze (Gus), Natasha Alam (Yvetta), James Harvey Ward (Felton Norris), Grey Damon (Kitch Maynard), Dawn Olivieri (Janice Herveaux), Jade Tailor (Anne/Destiny), Eric Jungmann (Chip), John Rezig (Kevin Ellis), Carlson Young (Tammy), Kevin Fry (Turk)

## Le dure leggi dell'amore

Lorena, Bill e Russell.

- Titolo originale: Trouble
- Diretto da: Scott Winant
- Scritto da: Nancy Oliver

### Trama
Tara, ancora ospite forzata della villa di Russell, rimane stupefatta quando vede Bill, ma lo è ancor di più quando il vampiro, che credeva amico, si rifiuta di aiutarla. Intanto Russell è a colloquio con Franklin, che gli consegna un fascicolo che ha trovato in casa di Bill contenente informazioni sulla famiglia Stackhouse. Nel frattempo Eric si presenta alla villa di Edgington chiedendo il permesso per cercare Bill nella sua zona in quanto ricercato per spaccio di V, ma quando Bill gli si presenta davanti Eric è costretto ad ammettere di essere lui il responsabile dello spaccio agendo sotto gli ordini della regina. Eric chiede inoltre a Russell di salvare la sua progenie Pam, prigioniera del Magister.
Scampata ai lupi del Lou's Pine, Sookie chiede ad Alcide che legame ci sia tra Russell e il branco di Jackson, e non sapendole rispondere Alcide decide di indagare. Dopo un incontro ravvicinato con Debbie, Sookie si propone di aiutare Alcide nelle indagini e si recano assieme dal colonnello Flood, capo del branco di Jackson, il quale oltre a svelare ai due l'identità di Russell come Re dei Vampiri di Mississippi, dice che sono ormai secoli che Russell si circonda di lupi mannari al suo servizio e lui non può fare nulla per fermarlo.
Nel frattempo Tara approfittando del giorno riesce a liberarsi e a scappare, ma viene raggiunta dal lupo mannaro Coot e riportata indietro; vista l'instabilità mentale di Franklin finge di assecondarlo, ma rimane senza parole quando il vampiro le dice di volerla trasformare in vampiro quella stessa notte per farla diventare sua sposa.
Intanto a Bon Temps Jason inizia a lavorare al commissariato di polizia, ma contrariamente alle sue aspettative viene relegato dietro una scrivania. Sam continua ad aver problemi con la sua ritrovata famiglia, cercando di capire che tipo di rapporto ci sia tra suo fratello Tommy e suo padre. Terry si trasferisce a casa di Arlene, vicino a casa di Dawn, dove si è trasferita la famiglia di Sam. Jessica continua a lavorare al Merlotte's nonostante Arlene non la veda di buon occhio, ma una sera mentre lavorava vede il suo ex Hoyt insieme ad una ragazza di nome Summer, ma viene confortata da Tommy. Lafayette riceve la visita di Jesus, l'infermiere di sua madre, con cui passa una piacevole serata.
Jason incontra nuovamente la misteriosa ragazza che aveva visto a Hot Shot, Crystal, e dopo averla inseguita riesce ad ottenere un appuntamento; la ragazza dice di avere delle cose che non può spiegargli e che non hanno futuro insieme, a Jason sembra non interessare e i due si baciano.
Eric è in compagnia di Talbot che gli sta mostrando i tesori della collezione di Russell, quando Eric, vedendo un'antica corona vichinga appartenuta al suo padre umano ha un flashback della sua vita mortale, di quando la sua famiglia è stata sterminata da un branco di lupi mannari comandati da un individuo misterioso, a cui ha giurato vendetta.
Contemporaneamente Bill, messo alla strette da Russell, nega di conoscere il fascicolo che è stato trovato a casa sua ma il re è certo che Bill stia mentendo e ipotizza invece che il vampiro voglia conoscere le origini telepatiche della fidanzata. Più tardi mentre Bill è in camera sua riceve una visita da Coot che lo informa della presenza di Sookie a Jackson; dopo aver accusato la ragazza di andare a letto con un lupo mannaro, Bill lo attacca e riesce a sopraffarlo per poi fuggire della villa di Edgington. Al suo risveglio Sookie trova Bill a casa di Alcide, e lui le dice di fuggire al più presto dalla città, ma vengono subito fermati da Russell e i suoi scagnozzi che fanno irruzione nell'appartamento e la aggrediscono, ma Sookie riesce inaspettatamente a liberarsi da Coot grazie a un potente fascio di luce che le scaturisce dalla mano, come quello con cui aveva colpito Mary Ann.
- Guest stars: Joe Manganiello (Alcide Herveaux), Grant Bowler (Cooter), Brit Morgan (Debbie Pelt), Theo Alexander (Talbot), James Frain (Franklin Mott), Tanya Wright (Kenya Jones), John Rezig (Kevin Ellis), J. Smith-Cameron (Melinda Mickens), Cooper Huckabee (Joe Lee Mickens), Melissa Rauch (Summer), Grainger Hines (Colonnello John Flood), Hans Tester (Ulfrik), Annica Bejhed (Astrid)

## Delitto e castigo
- Titolo originale: I Got a Right to Sing the Blues
- Diretto da: Michael Lehmann
- Scritto da: Alan Ball

### Trama
Sookie e Bill vengono portati al palazzo di Russell, dove Bill riesce a uccidere una delle guardie del corpo e tenta di uccidere il re. Sookie rimane sconvolta quando Russell fa imprigionare Bill e ordina a una altrettanto sconvolta Lorena di ucciderlo. Sookie chiede a Eric di aiutare Bill ma il vampiro le nega il suo aiuto, dicendole che lei non conta niente per lui e che è solo un ostacolo nei suoi piani di vendetta. Russell, a colloquio con Sookie, le chiede le origini dei suoi poteri e la informa che Bill possedeva un dossier su di lei e sulla sua famiglia. Più tardi, mentre è rinchiusa in una stanza Sookie tramite la telepatia sente i pensieri dell'amica Tara, che la invitano a non demordere perché appena si farà giorno fuggiranno insieme. Tara finge ancora di interessarsi a Franklin assecondandolo nei suoi propositi psicotici e sottostando ai suoi giochi sadici. Eric fingendosi poco interessato alle donne per ingraziarsi sia il re che il suo compagno Talbot, e decide di accompagnare Russell dalla regina dove il re la ricatta al fine di farle accettare la sua proposta di matrimonio. Nello stesso momento Eric rinuncia alla sua fedeltà alla regina e si impegna con il re del Mississippi. A Bon Temps l'intimità tra Lafayette e Jesus cresce, tanto che i due si scambiano il primo bacio, ma quando Jesus scopre che Lafayette è un pusher se ne va in malo modo. Sam continua a interrogarsi sul tipo di rapporto che lega suo fratello Tommy al padre, arrivando a sospettare che l'uomo costringa il figlio, e un tempo anche la moglie, a combattere in incontri clandestini tra cani. Il rapporto tra Crystal e Jason si guasta a causa di una frase fuori luogo di quest'ultimo, tanto da mettere sulla difensiva la ragazza. Quando Jason si reca con un mazzo di fiori a casa di Crystal per scusarsi, viene respinto dalla ragazza che finge di non conoscerlo e lo informa di essere fidanzata con Felton. Nel frattempo a Jackson, Tara riesce a liberarsi da Franklin dopo avergli spappolato la testa con una clava chiodata poi riesce a liberare anche Sookie. Nella fuga le due ragazze si dividono, perché Sookie vuole salvare Bill. Il vampiro è ancora in balia delle torture di Lorena, provato, e deve anche vedersela con l'astinenza da V di Debbie e Coot, che incitati da Lorena bevono il suo sangue direttamente dalla "fonte". Quando Bill è solo e privo di sensi, viene raggiunto da Sookie che tenta di liberarlo, ma la ragazza viene sorpresa da Lorena, che la lancia contro il muro e inizia a bere il suo sangue.
- Guest stars: Evan Rachel Wood (Sophie-Anne Leclerq), Grant Bowler (Cooter), Joe Manganiello (Alcide Herveaux), Brit Morgan (Debbie Pelt), Theo Alexander (Talbot), James Frain (Franklin Mott), J. Smith-Cameron (Melinda Mickens), Don Swayze (Gus), James Harvey Ward (Felton Norris), Jessica Tuck (Nan Flanagan), John Prosky (David Finch), John Burke (Jerry McCafferty), Grey Damon (Kitch Maynard), Carlson Young (Tammy)
- Peculiarità: L'episodio si è classificato al 13º posto tra i migliori episodi del 2010, secondo TV Guide.[2]

## Scacco alla regina
- Titolo originale: Hitting the Ground
- Diretto da: John Dahl
- Scritto da: Brian Buckner

### Trama
Con l'aiuto di Bill, Sookie riesce ad uccidere Lorena, successivamente Alcide e Tara l'aiutano a portare Bill in un posto sicuro, ma i loro piani vengono contrastati da Debbie, che punta loro un'arma. Tara elabora un piano, che Sookie le legge nella mente. Dopo aver immobilizzato Debbie, sopraggiunge Coot, che Alcide uccide sparandogli in testa. Disperata per la morte di Coot, Debbie dichiara vendetta all'ex fidanzato Alcide. Mentre stanno scappando, Sookie è nel retro del furgone con Bill. Per farlo ristabilire, la ragazza gli fornisce il suo sangue, ma il vampiro, affamato e provato dalla prigionia, attacca Sookie dissanguandola e riducendola in coma. Accortisi di quanto successo, Tara e Alcide portano Sookie in ospedale lasciando Bill alla luce del sole, che stranamente sembra non avere effetti su di lui. Nel frattempo Sam riesce a salvare Tommy dai combattimenti tra cani e lo convince ad abbandonare i genitori. Jason cerca di ottenere informazioni su Crystal dal cugino rinchiuso in carcere. Summer dichiara i suoi sentimenti a Hoyt. Eric prende Hadley, l'umana prediletta di Sophie-Anne, minacciando la regina di morderla se non le rivelerà il segreto di Sookie. Spaventata, Hadley rivela a Eric di essere la cugina di Sookie e lo informa all'orecchio del segreto di Sookie, lasciando il vampiro sorpreso. In ospedale la dottoressa informa gli altri che Sookie è in coma e necessita di una trasfusione di sangue, ma stranamente sembra che la ragazza non appartenga a nessun gruppo sanguigno. Mentre si trova in coma, Sookie ha la visione di un mondo magico, dove incontra una donna di nome Claudine. Jason e Lafayette sopraggiungono al capezzale di Sookie. In seguito anche Bill si presenta in ospedale chiedendo di porter donare il suo sangue a Sookie. Nonostante la disapprovazione di Tara e Lafayette, Jason acconsente. Dopo essersi risvegliata, Sookie, alla vista di Bill, urla spaventata. Nel frattempo Eric, Russell e Sophie-Anne arrivano nei sotterranei del Fangtasia per liberare Pam, ancora nelle mani del Magister. Andando contro le istituzioni e abusando del suo potere, Russell costringe il Magister a sposare lui e la regina, torturandolo ed uccidendolo subito dopo.
- Guest stars: Evan Rachel Wood (Sophie-Anne Leclerq), Željko Ivanek (Magister), Grant Bowler (Cooter), Joe Manganiello (Alcide Herveaux), Brit Morgan (Debbie Pelt), J. Smith-Cameron (Melinda Mickens), Cooper Huckabee (Joe Lee Mickens), Lara Pulver (Claudine), Lindsey Haun (Hadley Hale), Don Swayze (Gus), Sean Bridgers (Big Bobby), Melissa Rauch (Summer), Steph DuVall (Frank), Ronnie Gene Blevins (T-Dub), Virginia Louise Smith (amministratrice dell'ospedale), Rebecca Tilney (Dr. Sekuler)

## Vendetta
- Titolo originale: Night On The Sun
- Diretto da: Lesli Linka Glatter
- Scritto da: Raelle Tucker

### Trama
Ancora in ospedale, Sookie e Bill si lasciano, capendo che la loro non potrà mai essere una coppia normale, troppo sangue è stato versato da quando si conoscono. Tornati tutti a Bon Temps, Sookie trova conforto nell'amicizia di Alcide, Tara si dimostra ancora traumatizzata dall'esperienza con Franklin, mentre Bill riabbraccia finalmente la sua progenie Jessica. Bill comunica a Jessica di essere libera dal loro legame, ma la giovane vampira si oppone, sostenendo di avere ancora bisogno degli insegnamenti del suo creatore. Nel frattempo, la regina Sophie-Anne viene portata alla villa di Russell, con il disappunto del suo compagno Talbot. Eric continua il suo piano di vendetta, fingendo di giurare eterna fedeltà al re. La madre di Lafayette fugge dalla clinica psichiatrica e si reca a casa del figlio, in seguito Jesus viene a cercarla, dando modo ai due ragazzi di chiarirsi e riprendere la loro relazione. Arlene assume Holly come nuova cameriera del Merlotte's. Tommy, dopo aver abbandonato i genitori, fatica ad ambientarsi nella sua nuova vita, dimostrando un carattere difficile e presuntuoso, suo fratello Sam lo esorta a trovare una sua strada. Crystal, bagnata e con dei lividi sul volto, si presenta alla porta di Jason cercando rifugio. La ragazza gli racconta di essere fuggita dalla sua famiglia e da un matrimonio combinato con Felton. Successivamente Jason si reca a Hotshot, intimando ai Norris di stare lontani da Crystal. Alcide deve tornare a Jackson, per proteggere i suoi familiari dalla vendetta di Debbie, così saluta l'amica Sookie, promettendole di rivedersi presto. Sotto l'ordine di Eric, Hadley informa la cugina Sookie che Russell e i suoi lupi mannari la stanno cercando. Poco dopo Debbie e altri due lupi mannari si recano a casa di Sookie per ucciderla, Bill e Jessica arrivano immediatamente per difenderla. Dopo una lotta con la rivale, Sookie ha la meglio su Debbie, che ferita fugge. Mentre Bill è in balia di Russell, arrivato di fronte a casa Stackhouse, Eric e Talbot stanno consumando un rapporto sessuale quando improvvisamente Eric impala il compagno del re, dando il via alla sua vendetta. Avvertendo il pericolo in cui corre l'amato Talbot, Russell vola da lui, dando modo a Bill e a Sookie di ricongiungersi. L'episodio si conclude con i due amanti ritrovati che copulano in modo feroce ed appassionato.
- Guest stars: Alfre Woodard (Ruby Jean Reynolds), Joe Manganiello (Alcide Herveaux), Michael Raymond-James (Rene Lenier), Brit Morgan (Debbie Pelt), Theo Alexander (Talbot), James Frain (Franklin Mott), J. Smith-Cameron (Melinda Mickens), Lauren Bowles (Holly Cleary), Lindsey Haun (Hadley Hale), Don Swayze (Gus), Gregory Sporleder (Calvin Norris), James Harvey Ward (Felton Norris), Greg Cipes (Bufort Norris)

## Tutto cade a pezzi
- Titolo originale: Everything Is Broken
- Diretto da: Scott Winant
- Scritto da: Alexander Woo

### Trama
Dopo aver ucciso Talbot, Eric si precipita al Fangtasia, dove riceve la visita di Nan Flanagan, che in veste di leader della Lega Americana dei Vampiri sta indagando sulla scomparsa del Magister. Dopo un attimo di esitazione, Eric racconta i piani di Russell e della sua vendetta nei confronti del re. Nel frattempo Sookie dice a Bill di essere al corrente del fascicolo con le informazioni su di lei e la sua famiglia, che è stato trovato a casa sua. Bill allora le rivela che da tempo sta indagando per scoprire l'origine dei suoi poteri. Tara cerca di superare il suo trauma attraverso la terapia e trova conforto in Holly, la nuova cameriera del Merlotte's. Tommy continua a dare problemi a Sam, che si trova in difficoltà nel gestire l'irrequieto fratello. Jason sorprende Felton con Crystal: dopo averlo minacciato con un fucile e tramortito, lui e Crystal lo legano a un tronco e chiamano la polizia, avvisandoli di aver avvistato uno spacciatore di V. Successivamente Felton riesce a liberarsi ferendo gravemente un agente di polizia. Arlene è sempre più preoccupata per la sua gravidanza, e confida a Holly che il figlio che aspetta è in realtà di René e che non vuole metterlo al mondo. Dopo che Flanagan ha analizzato il suo racconto, Eric riceve il via libera per uccidere Russell, purché però agisca in modo discreto. Calvin Norris, il padre di Crystal, si reca al Merlotte's in cerca della figlia; dopo essere stato avvisato di non essere persona gradita nel locale, Sam lo picchia selvaggiamente. Crystal decide di seguire il padre ferito in ospedale, nonostante l'opposizione di Jason. Franklin torna a tormentare Tara, ma il vampiro viene ucciso da Jason con un proiettile di legno. Sookie si incontra con sua cugina Hadley, trovandola in compagnia di suo figlio Hunter, scoprendo che anche il bambino è un telepate. La storia tra Lafayette e Jesus continua, mentre Hoyt ammette a Jessica di non sopportare la nuova fidanzata Summer e di amare ancora lei, turbando così la giovane vampira. Attraverso un sogno Bill entra in un misterioso mondo, dove incontra Claudine e scopre finalmente chi è in realtà Sookie. Assetato di vendetta, Russell irrompe in uno studio televisivo, dove, dopo aver ucciso atrocemente un giornalista, tiene un breve discorso in cui dichiara guerra agli umani e alla Lega Americana dei Vampiri.
- Guest stars: Alfre Woodard (Ruby Jean Reynolds), James Frain (Franklin Mott), Lara Pulver (Claudine), Lauren Bowles (Holly Cleary), Lindsey Haun (Hadley Hale), Gregory Sporleder (Calvin Norris), James Harvey Ward (Felton Norris), Jessica Tuck (Nan Flanagan), Tara Buck (Ginger), Tanya Wright (Kenya Jones), Melissa Rauch (Summer), Tess Parker (Rosie), Ronnie Gene Blevins (T-Dub), John Burke (Jerry McCafferty), Max Charles (Hunter), Kate Luyben (Natalie), Tiffany Taylor (ragazza di Nan)

## Che cosa sono?
- Titolo originale: I Smell a Rat
- Diretto da: Michael Lehmann
- Scritto da: Kate Barnow e Elisabeth R. Finch

### Trama
Bill rivela a Sookie che lei è in parte una fata, inoltre la informa che la maggior parte delle creature soprannaturali credono che le fate sono state sterminate dai vampiri, per questo la mette in guardia dai pericoli che l'attendono, in quanto il suo sangue permette ai vampiri di esporsi alla luce del sole senza conseguenze. Calvin Norris viene portato a casa di Lafayette, che gli fa bere una fiala di sangue di vampiro che lo guarisce all'istante. L'uomo se ne va senza ringraziare e invita la figlia Crystal a tornare a casa per unirsi a Felton e continuare la sua stirpe, l'uomo inoltre dice alla figlia che gli esseri umani, e specialmente Jason, non accetteranno mai la sua vera natura. Jesus rimane molto affascinato dai poteri del sangue di vampiro e invita Lafayette a consumarne un po' assieme. Dopo averlo assaggiato, i due ragazzi intraprendono un "viaggio" psichedelico in cui rivedono i propri antenati alla prese con atti di magia e stregoneria. Ancora turbato per i suoi recenti scatti d'ira, Sam ricorda quando nel 2003 era un ladro di gioielli e quando uccise due persone, tra cui la donna che amava. Arlene rivela a Terry che il bambino che porta in grembo è di Rene. L'uomo si dimostra comprensivo e accetta di crescere il figlio come se fosse suo. Holly rivela a Sam di essere una wiccan. Tommy corteggia Jessica. Dopo aver rotto con Summer, Hoyt dice a Jessica di amarla ancora e successivamente Tommy, che ha sentito tutto, sotto forma di cane aggredisce Hoyt che rimane ferito ad un braccio. Jessica corre in suo soccorso, curandolo con il suo sangue. Sapendo che la sua vita è in pericolo, Eric fa testamento lasciando tutti i suoi beni a Pam e in seguito fa visita a Bill, informandolo di essere anche lui al corrente della vera natura di Sookie e che la sua fidanzata non dovrebbe fidarsi di lui. Jason confessa prima a Sookie poi a Tara di aver ucciso Eggs. Tara dopo aver scoperto la verità fugge sconvolta. Sookie si sottrae alla custodia di suo fratello per recarsi al Fangtasia, per questo Bill rimprovera Jason, che esasperato caccia in malo modo il vampiro da casa sua e successivamente trova una pantera nera in casa sua, che sotto il suo sguardo stupito si trasforma in Crystal. Russell adesca per strada un prostituto, dopo averlo ucciso rivede in lui l'amato Talbot e inizia un delirante discorso in cui gli chiede perdono, promettendo di vendicare la sua morte. Sookie va da Eric chiedendogli perché non dovrebbe fidarsi di Bill e lui prima la bacia appassionatamente poi, su consiglio di Pam, la incatena nei sotterranei del Fangtasia.
- Guest stars: Michael McMillian (Steve Newlin), Theo Alexander (Talbot), Lauren Bowles (Holly Cleary), Gregory Sporleder (Calvin Norris), Jessica Tuck (Nan Flanagan), Melissa Rauch (Summer), Natasha Alam (Yvetta), Arielle Kebbel (Charlene), Daniel Gillies (Jon), Michael Steger (Tony), Robert Catrini (avvocato vampiro), Lillian Hurst (zia Cecilia)

## Misure estreme
- Titolo originale: Fresh Blood
- Diretto da: Daniel Minahan
- Scritto da: Nancy Oliver

### Trama
Dopo che Bill ha affrontato Pam, Sookie si libera dalle catene con l'aiuto di Yvetta. Nel frattempo Lafayette continua ad avere delle allucinazioni a causa del V, per questo, spaventato, allontana da casa sua Jesus. Crystal spiega a Jason di essere una pantera mannara e che fin dalla sua nascita era stata promessa al fratellastro Fenton per continuare la stirpe. Jessica confessa a Hoyt di aver ucciso un camionista per soddisfare il suo bisogno di sangue, la ragazza mette in guardia Hoyt dalla sua natura sanguinaria ma Hoyt la tranquillizza dicendogli di amarla e che d'ora in avanti potrà nutrirsi con il suo sangue. Eric affronta Russell accusandolo di essere il responsabile della morte della sua famiglia e lo informa che bevendo il sangue di Sookie potrà esporsi al sole senza conseguenze, in quanto la ragazza è un'umana fatata. Il re si dimostra incuriosito, potendo sfruttare la cosa per i suoi piani di dominio. Mentre stanno viaggiando in auto, Bill e Sookie stanno discutendo su come potrebbe essere la loro via se fossero due persone "normali", ma il loro viaggio viene interrotto da Eric e Russell, che bloccano la loro automobile e li portano al Fangtasia. Sam si presenta al Merlotte's completamente ubriaco, insultando i suoi dipendenti e suoi clienti. Con l'aiuto di Holly, Arlene si sottopone ad un rito che possa provocarle un aborto spontaneo, ma quando crede di aver perso il bambino, il medico la informa che il figlio è vivo e gode di ottima salute. Tara affronta Andy, dicendogli di sapere la verità sulla morte di Eggs e del suo insabbiamento, lo sceriffo si dimostra veramente pentito raccontando a Tara che la morte del fidanzato è stato solamente un tragico incidente. Dopo aver cacciato tutti i clienti dal locale, Sam e Tara bevono sui loro dispiaceri e finiscono a letto assieme. Tommy approfitta della distrazione del fratello, per manomettere il sistema di sicurezza del locale e forzare la cassaforte. Al Fangtasia, Bill asseconda i piani di vendetta di Eric, causando il disappunto di Sookie, che si dimostra sempre più stanca di essere manovrata dai vampiri. Eric e Russell bevono il sangue di Sookie, e il re invita Eric ad esporsi per primo alla luce del sole, vedendo, attraverso un monitor, che il vampiro vichingo non ha avuto ripercussioni, il re si espone a sua volta ai raggi del sole, non sapendo che il sangue di Sookie ha solo un effetto temporaneo. Capito l'inganno di Eric, Russell viene ammanettato e assieme aspettano la morte alla luce del giorno.
- Guest stars: Lauren Bowles (Holly Cleary), Dale Raoul (Maxine Fortenberry), Tara Buck (Ginger), Natasha Alam (Yvetta), Dakin Matthews (Dr. Robideaux), Melissa Rauch (Summer), Grey Damon (Kitch Maynard), Carlson Young (Tammy)

## Non si torna indietro
- Titolo originale: Evil is Going On
- Diretto da: Anthony Hemingway
- Scritto da: Alan Ball

### Trama
Eric è ammanettato a Russell alla luce del sole, quando ha una visione del suo creatore Godric, che lo invita a desistere dai suoi propositi di vendetta. Nonostante la disapprovazione di Bill, Sookie decide di salvare Eric, lo trascina all'interno del Fangtasia e lo fa' ristabilire facendogli bere il suo sangue. In seguito, Eric decide di cambiare i suoi piani e chiede a Sookie di salvare anche Russell, che viene legato con catene d'argento ad un palo. Mentre gli altri vampiri riposano, Sookie rimane sola con Russell, che completamente sfigurato dal sole giuria che prima o poi la ucciderà, soprattutto dopo che lei ha buttato i resti del suo amato Talbot nello scarico. Hoyt riceve la visita di sua madre e Summer, che lo invitato a interrompere la sua relazione con Jessica, ma il ragazzo ha altri progetti, infatti chiede a Jessica di andare a vivere con lui e di sposarlo. Qualche tempo dopo la madre di Hoyt acquista un fucile in un'armeria. Dopo aver scoperto che Sam è un mutaforma e che sua madre ha una relazione con un reverendo, Tara decide di cambiare radicalmente vita e lascia Bon Temps. Dopo che si è venuto a sapere dell'enorme scappo di V in città, il nucleo antidroga sta per compiere una retata a Hot Shot, Jason avverte i residenti, ma Felton non vuole rinunciare al lucroso business del V, così, dopo aver ucciso a sangue freddo suo padre Calvin, scappa portando con sé Crystal e lasciando Jason ad occuparsi della comunità. A causa delle sue recenti visioni, Lafayette è preoccupato dall'eventualità di essere schizofrenico come la madre, così chiede conforto a Jesus, che gli rivela di essere un brujo.
Sookie rivede l'amico Alcide, chiamato da Eric per un ultimo favore, così da estinguere per sempre il debito con la sua famiglia. Eric a Bill si recano in un cantiere e qui seppellisco vivo Russell nel cemento. Con l'inganno, Bill cerca di uccidere anche Eric, spingendolo a sua volta nel cemento. Tornato da Sookie, Bill informa la ragazza che oltre a Russell ha dovuto uccidere anche Eric, e che ucciderà tutte le persone che sono a conoscenza delle sue origini fairy. Un attimo dopo compare Eric sulla porta rivelando a Sookie la verità su Bill, mettendola a conoscenza del fatto che il suo amato era stato mandato dalla regina per trovarla e di come in seguito l'abbia spinta tra le sue braccia con l'inganno. Sookie è sconvolta così revoca l'invito a Bill intimandogli di non avvicinarsi mai più a lei, allontanando anche Eric. Dopo aver scoperto che il fratello gli ha rubato del denaro, Sam si mette sul tracce di Tommy. Dopo averlo ritrovato nei boschi, Sam gli intima di riconsegnarli il denaro, ma quando Tommy gli volta le spalle per andarsene, Sam gli spara. Dopo aver giurato di uccidere chiunque conosca le origini di Sookie, Bill invita la regina Sophie-Anne a casa sua, facendole credere che presto avrà tra le mani una vera fata, ma capito l'inganno tra i due inizia una lotta all'ultimo sangue, in cui solo uno sopravviverà. Stanca dei recenti avvenimenti, Sookie cerca conforto sulla tomba della nonna, dove viene avvicinata da Claudine e portata, assieme alle altre fate, nel loro mondo magico.
- Guest stars: Evan Rachel Wood (Sophie-Anne Leclerq), Adina Porter (Lettie Mae Thornton), Michael Raymond-James (Rene Lenier), Michael McMillian (Steve Newlin), Joe Manganiello (Alcide Herveaux), Allan Hyde (Godric), Tara Buck (Ginger), Lara Pulver (Claudine), Dale Raoul (Maxine Fortenberry), Gregory Sporleder (Calvin Norris), James Harvey Ward (Felton Norris), Jessica Tuck (Nan Flanagan), Matt Riedy (Serg. Mitch Coburn), Gregg Daniel (Reverendo Daniels), Melissa Rauch (Summer), Scott Thomson (Mr. Rakestraw), Greg Cipes (Bufort Norris)